# Mary Badham
Mary Badham (født 7. oktober 1952) er en amerikansk filmskuespiller og restauratør. Hun er kendt for sin skildring af Jean Louise "Scout" Finch i Dræb ikke en sangfugl (1962), for hvilken hun blev nomineret til en Oscar for bedste kvindelige birolle. På det tidspunkt var Badham (10 år) den yngste skuespillerinde, der nogensinde blev nomineret i denne kategori.